# تسوروكا (ياماغاتا)
مدينة تسوروكا (بالإنجليزية: Tsuruoka)‏ هي أحد المدن التابعة لمحافظة ياماغاتا. تأسست رسميًا في 01/10/2005. ويقدر عدد سكانها بـ 140097 نسمة حسب تقدير مكتب الإحصاء الياباني لعام 2012. تبلغ مساحة تسوروكا 1311.51 كم2. بكثافة سكانية تبلغ 107 نسمة/كم2.

## توأمة
لتسوروكا (ياماغاتا) اتفاقيات توأمة مع كل من:
- لا فوا
- نيو برونزويك
- كاغوشيما (7 نوفمبر 1969 - )
- كيكوناي

## أعلام
- هيسايوكي ساتو
- تسوباسا سوزوكي
- سايتشي مارويا
- ريوسوكي نيموتو
- أودو سوزوكي